# Betsy's Hope
Mondongo es una localidad de Trinidad y Tobago, que forma parte de la parroquia de St. Paul.

## Geografía
La localidad abarca parte de la isla de Tobago y limita al norte y oeste con Roxborough, al sur con el océano Atlántico y al este con Delaford y Delaford-Louis d'Or-Lands Settlement.

## Demografía
Datos demográficos de la localidad de Betsy's Hope:
| Gráfica de evolución demográfica de Betsy's Hope entre 2000 y 2011 |
|                                                                    |